# Veliki Kozinac
Veliki Kozinac – wieś w Chorwacji, w żupanii karlowackiej, w gminie Barilović. W 2011 roku liczyła 32 mieszkańców.